# Fajinada
En el ámbito militar, se llama fajinada a la obra pasajera construida delante de un muro, terraplén o de la muralla de una plaza con fajinas, piquetes, estacas, gaviones, a fin de oponerse a los ataques de los sitiadores. 
Estas obras se colocan por lo habitual entre la brema y el foso. 